# 황금나침반 (채널A)
《황금나침반》은 채널A에서 2016년 3월 31일부터 2021년 10월 5일까지 매주 화요일 밤 12시 30분에 방송했던 교양 프로그램이다.